# Gonocyt

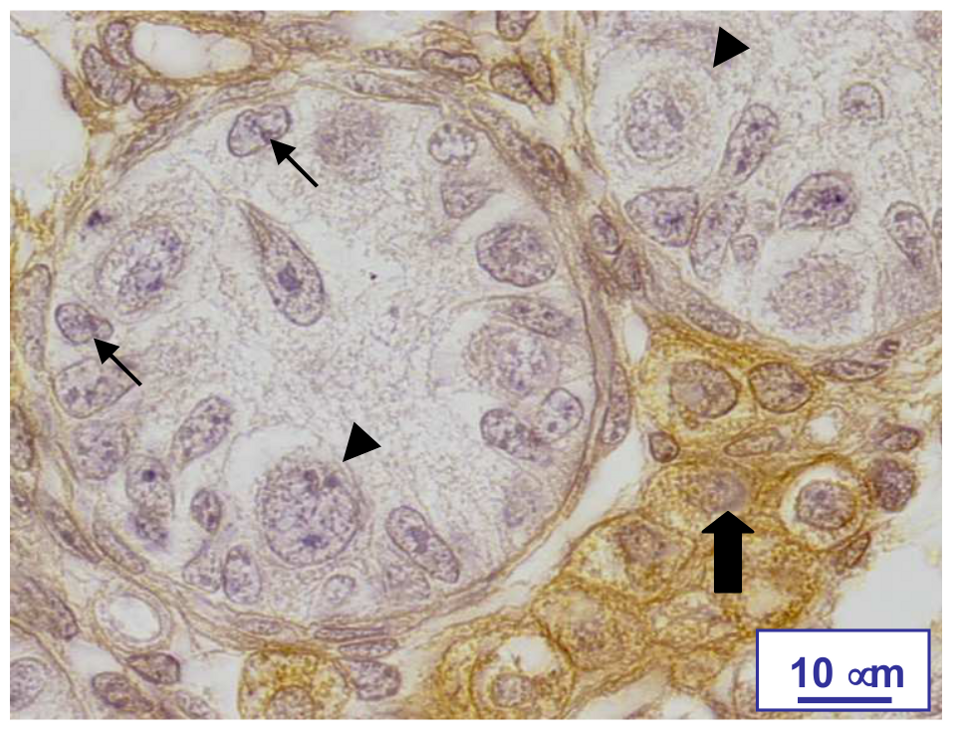
De grote pijl geeft 3β-HSD-positieve Leydigcellen bij de muis aan. Gonocyten (pijlpunten) hebben grote, bolvormige, licht gekleurde celkernen die fijne chromatinekorrels en twee of meer bolvormige nucleoli bevatten, en het duidelijk zichtbare celmembraan. Sertolicellen (kleinere pijlen) met hun basale positie in de zaadstrengen en met hun onregelmatige celkern en geen duidelijk celmembraan.

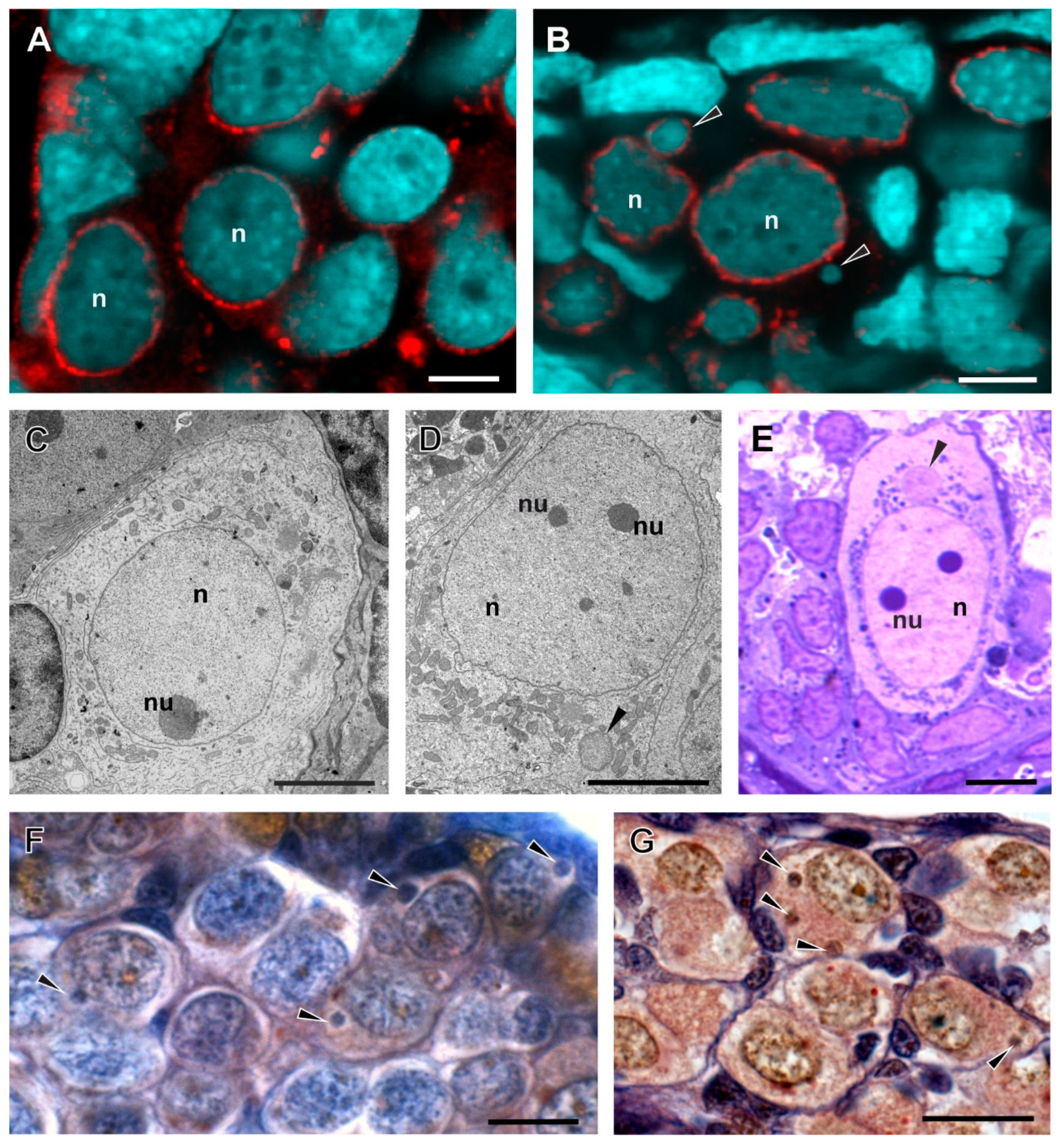
Gonocyten van kikkers. n: celkern, nu: nucleoli, zwarte pijlpunt bij micronucleus

Gonocyten zijn de voorlopers van de oögonia en spermatogonia.
Gonocyten zijn grote cellen met een bolvormige euchromatische celkern, twee nucleoli en een omringend, ringvormig cytosol.   Gedurende het grootste deel van hun ontwikkelingsperiode worden gonocyten structureel ondersteund door de cytoplasmatische uitsteeksels van de omringende sertolicellen en worden ze ondersteund door sertolicelkernen van het basaal membraan. Gonocyten zitten aan sertolicellen vast met gap junctions, desmosomen en een aantal verschillende celadhesiemoleculen zoals connexine 43, PB-cadherine en NCAM voor de regulering van de cel-tot-celcommunicatie. Gonocyten migreren zodanig dat de basale zijde van de cel zich dicht bij het basaal membraan bevindt, waar ze fenotypische veranderingen ondergaan en het uiterlijk van spermatogonia aannemen.
Gonocyten zijn langlevende voorloperoerkiemcellen die bij de spermagonese verantwoordelijk zijn voor de productie van spermatogoniale stamcellen en bij de oögense van secundaire oögonia.

## Spermatogenese
Bij de spermatogense zijn de gonocyten gerelateerd aan zowel foetale als neonatale oerkiemcellen vanaf het punt waarop ze de testis primordiaal binnengaan totdat ze het basaal membraan bij de zaadstrengen bereiken en differentiëren. Op het moment van gastrulatie worden bepaalde cellen gereserveerd voor latere gametenontwikkeling. Deze cellen worden post-migrerende oerkiemcellen genoemd. De gonocytenpopulatie bij mensen ontwikkelt zich uit de post-migrerende oerkiemcellen rond de vijftiende dag van de embryonale ontwikkeling. Op dit punt van ontwikkeling worden post-migrerende oerkiemcellen inactief en blijven ze inactief tot de geboorte. Kort na de geboorte gaat de celcyclus verder en begint de productie van postnatale spermatogonia. Gonocyten migreren naar het basaal membraan om te prolifereren. Gonocyten die niet migreren ondergaan apoptose en worden uit het zaadvormende epitheel verwijderd. Spermatogonia worden in de kindertijd gevormd en differentiëren gedurende het volwassen leven.

## Oögenese
De periode van de meest intensieve proliferatie van gonocyten bij de oögenese van kikkers begint direct na de seksuele differentiatie van een eierstok. Delende gonocyten bevinden zich in het perifere deel van de ovariële cortex. De corticale laag van primaire oögonia wordt dunner en verliest vervolgens de continuïteit en transformeert in plekken (zogenaamde kiemplekken) die in de eierstokken van volwassen vrouwtjes blijven bestaan.. De mitotische delingen van gonocyten zijn asynchroon en nemen af naarmate het vrouwtje volwassen wordt. Na de laatste mitotische deling van oögoniale cellen gaan ze een specifieke mitotische deling in zonder cytokinese. De resulterende cellen (nu secundaire oögonia genoemd) worden verbonden door cytoplasmatische bruggen en worden van het stroma gescheiden door platte somatische cellen die afkomstig zijn van de prefolliculaire cellen.
|  |  |